# La République En Marche!
Renaissance, skrajšano RE, ki se uradno imenuje Association pour le renouvellement de la vie politique ("Združenje za prenovo političnega življenja"), je socialno-liberalna politična stranka v Franciji ustanovljena 6. aprila 2016, ki jo vodi Emmanuel Macron, nekdanji minister za gospodarstvo in finance in predsedniški kandidat.

## Rezultati volitev

### Parlamentarne volitve
| Leto | Število glasov (1. krog) | % (1. krog) | Število glasov (2. krog) | % (2. krog) | Sedeži v parlamentu |
| ---- | ------------------------ | ----------- | ------------------------ | ----------- | ------------------- |
| 2017 | 7,323,496                | 32.33%      | 7,826,245                | 43,06%      | 308 / 577           |
| 2022 |                          |             |                          |             | 168 / 577           |

### Predsedniške volitve
| Leto | Kandidat        | Število glasov (1. krog) | % (1. krog) | Število glasov (2. krog) | % (2. krog) | Zmagovalec      |
| ---- | --------------- | ------------------------ | ----------- | ------------------------ | ----------- | --------------- |
| 2017 | Emmanuel Macron | 8.657.326                | 24,01 %     | 20,743,128               | 66,10 %     | Emmanuel Macron |
| 2022 | Emmanuel Macron | 9.783.058                | 27,85 %     | 18.779.641               | 58,54 %     | Emmanuel Macron |